# Otto Seeber
Otto Seeber (* 2. Mai 1910; † 1977) war ein deutscher Sportfunktionär.

## Werdegang
Seeber war als Handballschiedsrichter tätig. 1946 wurde er Mitglied der Landesleitung der Sparte Handball des Bayerischen Landes-Sportverbands. Ab 1947 war er Landesschiedsrichterobmann des Bayerischen Handball-Verbands. Im Februar 1958 wurde er als Nachfolger von Ludwig Lehmaier, der nach zwölf Jahren Amtszeit aus gesundheitlichen Gründen nicht mehr zur Wiederwahl antrat, zum Präsidenten des Bayerischen Handball-Verbands gewählt. Dieses Amt hatte er bis März 1967 inne. Am 23. April 1966 wurde Seeber auf dem Bundestag am 23. April 1966 in Dortmund zum Präsidenten des Deutschen Handballbunds gewählt. Er verblieb bis zum 1. Mai 1972 in diesem Amt. Während seiner Amtszeit gewann die deutsche Männermannschaft die Feldhandball-Weltmeisterschaft 1966.
Seeber lebte in München-Schwabing.